# Eixo e Eirol
Eixo e Eirol è una parrocchia civile (freguesia) nel comune di Aveiro. È stata istituita nel 2013 dalla fusione delle freguesias di Eixo ed Eirol. La popolazione nel 2011 era di 6 324 abitati, su una superficie di 22,42 km².